# دبیرخانه بزرگ

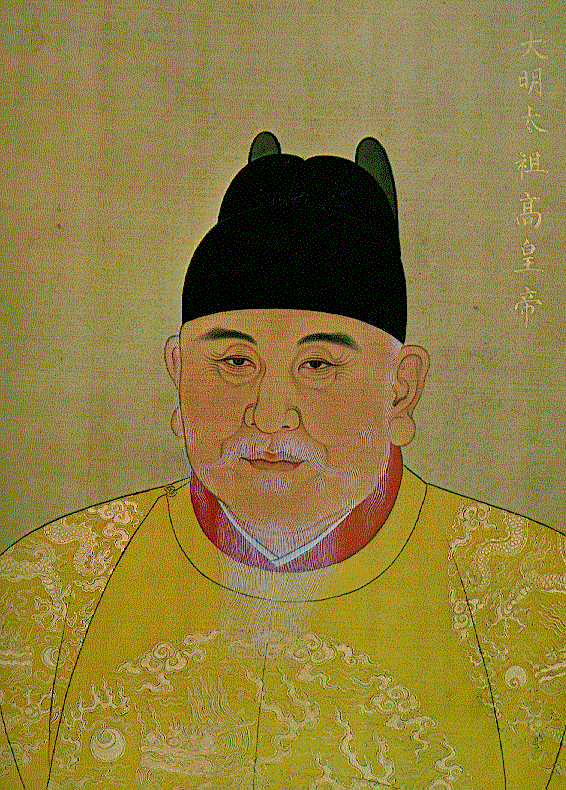
بنیان گذار دبیرخانه بزرگ حکومت مینگ در کشور چین

دبیرخانهٔ بزرگ (首輔) به‌صورت اسمی یک اداره‌ی هم‌آهنگ‌کننده ولی در عمل عالی‌ترین نهاد حکومت امپراتوری دودمان مینگ در چین بود.